# Каминистиква
Каминистиква (англ. Kaministiquia River) — река на западе провинции Онтарио в Канаде.
Река берёт начало из озера Дог-Лейк и впадает в залив Тандер на северо-западе озера Верхнее. Имеет извилистое течение длиною 95 км со множеством порогов и водопадов. Самый большой из них, водопад Какабека, имеет 47 метров в высоту. На водопадах Какабека и Силвер расположены гидроэлектростанции. В дельте река разделяется на три рукава, а у её устья находится город Тандер-Бей.

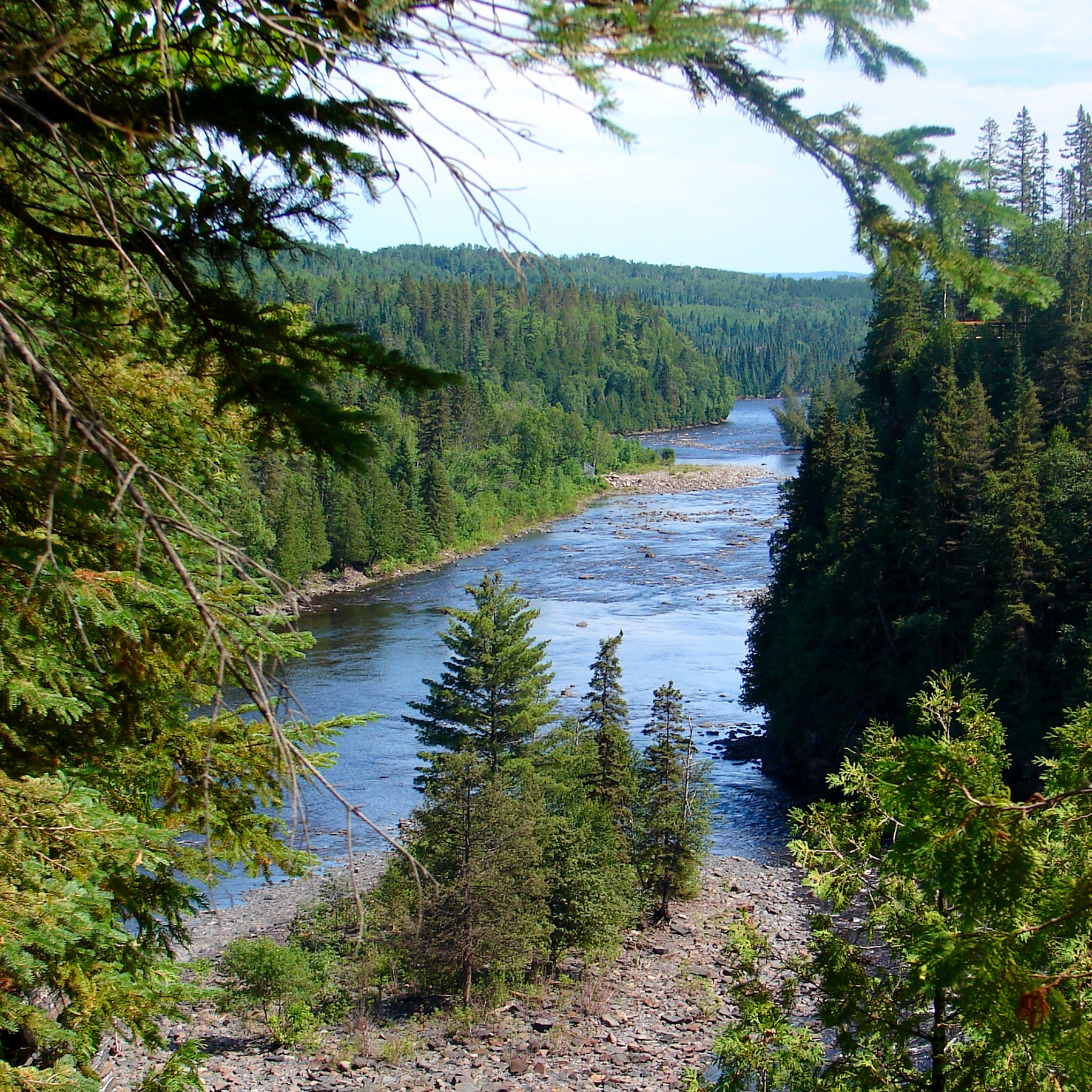
Kaministiquia River